# Lijst van burgemeesters van Bunde
Dit is een lijst van burgemeesters van de voormalige Nederlandse gemeente Bunde tot die gemeente op 1 januari 1982 opging in de gemeente Meerssen.
| Ambtsperiode | Naam burgemeester                           | Partij of stroming | Bijzonderheden                                                                               |
| ------------ | ------------------------------------------- | ------------------ | -------------------------------------------------------------------------------------------- |
| 1819 - 1828  | jhr. Joannes Lambertus de Lenarts d'Ingenop |                    | aanvankelijk schout; tevens burgemeester van Geulle (1825-1828)                              |
| 1828 - 1837  | P.L.Janssens                                |                    |                                                                                              |
| 1837 - 1844  | J.Vossen                                    |                    |                                                                                              |
| 1844 - 1861  | J.L.Nelissen                                |                    |                                                                                              |
| 1861 - 1900  | J.J. Vossen                                 |                    |                                                                                              |
| 1900 - 1902  | F.X. Goyen                                  |                    |                                                                                              |
| 1902 - 1922  | P.H. Keijsers                               |                    |                                                                                              |
| 1923 - 1926  | J.L. Keijsers                               |                    | zoon van voorganger                                                                          |
| 1926 - 1956  | jhr. A.M.H.E. van Aefferden                 |                    | tevens burgemeester van Geulle (1916-1956)                                                   |
| 1956 - 1972  | Ruud (R.A.J.) van de Ven                    |                    | tevens burgemeester van Geulle, later burgemeester van Wittem                                |
| 1973 - 1974  | mr. Lodewijk Paul Hubertus Schepers         | KVP                | tevens burgemeester van Geulle (1973-1975); eerder burgemeester van Grootebroek en Tubbergen |
| 1975 - 1982  | Wim (W.M.H.) Janssen                        | KVP / CDA          | later burgemeester van Wittem                                                                |